# 朝松健
朝松 健（あさまつ けん、本名：松井 克弘。1956年4月10日 - ）は、北海道・札幌市南区出身の小説家。
ペンネームの由来は作家アーサー・マッケンから。妻は魔女思想家の松尾未来。
オカルト・怪奇小説、伝奇小説を中心に幅広く執筆し、近年はいわゆる「立川流」と室町時代をベースにした小説も精力的に発表している。またクトゥルフ神話についてのアンソロジー編纂についても内外から高い評価を得ている。

## 来歴
14歳の時、台風の夜にH・P・ラヴクラフトの『チャールズ・デクスター・ウォード事件』を読み、熱狂的なラヴクラフティアンになる。
北海道札幌月寒高等学校在学中の1972年、幻想怪奇小説の同人「黒魔団」を結成。1981年、東洋大学文学部仏教学科卒業。
国書刊行会に入社し、編集者として『真ク・リトル・リトル神話大系』『定本ラヴクラフト全集』『アーカム・ハウス叢書』などの企画編集に従事。
その傍ら、西洋魔術関係の記事・著作を多数発表。西洋魔術についての知識を日本に体系的に紹介したのは、朝松をもって嚆矢とする。1980年代以降の小説やゲームで頻出する魔術関係の単語には、朝松が原典を訳出する際に考案した訳語や造語が広まったものがある（例えば召喚魔術の「召喚」など）。
1985年、初の著書となるノンフィクション『変身力をよび起こす西洋魔術の本』（はまの出版）を刊行。この年、国書刊行会を退社。翌1986年、『魔教の幻影』（ソノラマ文庫）で小説家としてデビューする。
1995年、脳膿瘍で緊急入院し、一時は生死の境を彷徨うも、1996年に奇跡的な復帰をとげて執筆を再開する。
1999年、自身の恐怖体験をJETが漫画化した『KEN & JETの魔界召喚』（朝日ソノラマコミック）が刊行される。
2005年、室町物の短編『東山殿御庭』（『異形コレクション29 黒い遊園地』。また2006年には講談社から同名の短編集が刊行されている）が第58回日本推理作家協会賞短篇部門の候補に選ばれる。この『東山殿御庭』を含む「一休シリーズ」や『血と炎の京 私本・応仁の乱』（2020年、文春文庫）など、近年は室町時代に材を取った時代伝奇小説でその異能ぶりを発揮している。
なお、高橋葉介の『KUROKO-黒衣-』の作中に「オカルト作家　荒松健太郎」として登場している。

## 作品リスト
●はアンソロジー『異形コレクション』に掲載された作品。

### 逆宇宙シリーズ
ソノラマ文庫から、1986年から1990年にかけて刊行された。
- 逆宇宙ハンターズ 全6巻：魔教の幻影、魔霊の剣、黄金鬼の城、虚空聖山、暗黒の夜明け、ベルバランの鬼火
- 逆宇宙レイザース 全6巻：赫い妖霊星、白の照魔宮、青き怪魔洞、黄泉の摩天楼、黒衣の妖巫王、玆き炎の仮面

単巻。1992年にソノラマ文庫から刊行され、加筆修正版が1999年にハルキ文庫から刊行。
- 逆宇宙ハンター 比良坂ファイル 幻の女（ファム・ファタル）

単巻。2005年にソノラマ文庫から刊行。
- 修羅鏡 白凰坊伝綺帖

### 魔術戦士（マジカル・ウォーリアー）
5巻まで刊行後に出版社の倒産で中断。その後、版元を替えて完結。
大陸ノベルスは6巻で中断。スーパークエスト文庫は3巻で中断。ハルキ文庫全7巻。
1989年から1992年にかけて6巻が刊行され、2000年にハルキ文庫で最終7巻が刊行されて完結した。
- 蛇神召喚、妖蛆召喚、牧神召喚、星辰召喚、白魔召喚、冥府召喚、魔王召喚

### 私闘学園
全9巻。ソノラマ文庫から1987年から1993年にかけて刊行された。SF・ファンタジー小説誌『獅子王』での連載もあった。表紙および挿絵は島本和彦。
概要
北関東のS県先負市の誠新学園に通う、5人の高校生達が結成した「格闘技同好会」とその顧問を主人公にしたドタバタ熱血青春格闘技小説。
各巻タイトル
- 私闘学園
- 続・私闘学園
- 新・私闘学園
- 私闘学園の逆襲
- 私闘学園V（サンク）
- 帰ってきた私闘学園
- 哀愁の私闘学園
- 私闘学園[完結篇?]
- その後の私闘学園

### 民遺監シリーズ
陸上自衛隊「民族遺産監理室」の暗躍とそれを追うジャーナリストを描く。
- 凶獣幻野
- 天外魔艦
- 屍食回廊

### 瀬田寒シリーズ
- 魔犬召喚
- 碧い眼の封印（「神蝕地帯」に改題）

### 虹のマジカル・レッド
- 白仮面（ペールフェイス）と赤い魔女
- 妖夢街（ブリガドーン）の影男

### 旋風伝
ソノラマノベルスから『ノーザン・トレイル』2冊が刊行された後に中断していたが、改題して完結。後にGA文庫から3分冊版が刊行。
- ノーザン・トレイル：犬街道、神々の砦
- 旋風伝

「武死道」のタイトルでヒロモト森一によって漫画化。

### 元禄霊異伝
- 元禄霊異伝
- 元禄百足盗
- 妖臣蔵

### 一休シリーズ
一休宗純が登場する伝奇シリーズ。
- 一休暗夜行
- 一休闇物語（短編集）：紅紫の契、泥中蓮●、うたかたに還る、けふ鳥、舟自帰●、画霊、影わに
- 一休虚月行
- 一休破軍行
- 一休魔仏行
- 暁けの蛍
- 東山殿御庭●：尊氏膏●、邪笑う闇●[注釈 3]、甤（ずい）●、應仁黄泉圖●[注釈 4]、東山殿御庭●
なお、2018年には上記5編に書き下ろしの新作「朽木の花」を加えた『朽木の花〜新編・東山殿御庭』が刊行されている。
- ぬばたま一休●：木曾の褥●、ひとつ目さうし●、赤い歯型●、緋衣●、邪曲回廊●、一休髑髏

この他、短編集『棘の闇』や『金閣寺の首』にも一休ものが収録されている。

### 室町伝奇集
- 百怪祭●：魔蟲傳、水虎論●、小面曾我放下敵討●、豊国祭の鐘●、かいちご●、飛鏡の蠱●、「俊寛」抄―世阿弥という名の獄―●
- 百怪祭2-闇絢爛●：血膏はさみ、妖霊星●、恐怖燈●、「夜刀浦領」異聞、夜の耳の王、荒墟●

### 真田十勇士シリーズ
- 妖戦十勇士(1)　真田秘戦記
- 妖戦十勇士(2)　諏訪流妖術vs大食流妖術

　未完。改題・再構成したものが下記3部作。
- 真田三妖伝
- 忍・真田幻妖伝
- 闘・真田神妖伝

### 歌舞伎ファンタジー
- 妖術先代萩
- 妖術太閤殺し →改題・文庫化 「五右衛門妖戦記」

### 大菩薩峠の要塞
未完。富士見ファンタジア文庫で1991年から1992年にかけて刊行された。
- 大菩薩峠の要塞 一の巻 【攻】江戸砲撃篇
- 大菩薩峠の要塞 二の巻 【守】甲州封鎖篇

### 大冒険
- 大冒険（上） 香港・澳門激発篇
- 大冒険（下） ボロブドゥール決戦篇

- 妖変! 箱館拳銃無宿

### 逸ちゃんウォーズ
- 屍美女軍団
- 宇宙からの性服者

### マジカル・シティ・ナイト
全10巻。
- (1)
- (2) 旧支配者の足音
- (3) 魔法庁ウォーズ
- (4) 天空の敵
- (5) ベンを探せ!
- II(1)[注釈 6] 凍殺のステルス
- II(2)[注釈 6] 青龍仕掛けのアリア
- 暗黒は我を蔽う マジカル・シティ・ナイトFINAL[注釈 6]
- 暗黒は我を蔽う 鏡影都市[注釈 6]
- 暗黒は我を蔽う 夜の騎士 KNIGHT AT THE NIGHT[注釈 6]

### クトゥルフ物
- 崑央の女王
- 小説ネクロノミコン：海魔荘の召喚、冷鬼の恋、幻覚の陥穽、ラヴクラフト・レター
- 肝盗村鬼譚
- 邪神帝国："伍長"の自画像、ヨス=トラゴンの仮面、狂気大陸、1889年4月20日、夜の子の宴、ギガントマキア1945、怒りの日
- 秘神黙示ネクロノーム 全3巻
- 弧の増殖 夜刀浦鬼譚
- チャールズウォードの系譜
- 魔道コンフィデンシャル
- アシッド・ヴォイド：星の乱れる夜、闇に輝くもの、ゾスの足音、十死街、空のメデューサ、球面三角、Acid Void in New Fungi City
- Faceless City

### 黒衣伝説
- 謀略追跡者 黒衣伝説
- ［完本］黒衣伝説

### その他の小説
- こわがらないで…
- マジカル・ハイスクール [注釈 7]
  - マジカル・ハイスクール【完全版】[注釈 8]
- 幻獣戦記 ユニコーン作戦
- 背徳の召喚歌（短編集）
  - 金剛石の微笑
  - トルコ玉のヤヌス
  - 青玉座の惨劇
  - アメジストの扉
  - 黒い紅玉
  - 黄玉の牙
- 夜の果ての街
- 魔障（短編集）
  - 魔障 - 書き下ろし
  - 忌の血族 - 『獅子王』1987年9月号
  - 追ってくる - 『小説コットン』1991年8月号
- 踊る狸御殿（短編集）[注釈 9]：彷徨える狸御殿、ギターを抱いた狸御殿、狸御殿流し、聖夜の狸御殿、狸御殿心中、夢見る狸御殿、狸御殿は永遠に
- 棘の闇（短編集）●：異の葉狩り●、この島にて●、屍舞図●、醜い空●、輝風 戻る能はず●
- 金閣寺の首（短編集）●：若狭殿耳始末●、「西の京」戀幻戯●、侘びの時空●、筆置くも夢のうちなるしるしかな●、生きてゐる風●、首狂言天守投合●、立華・白椿●、ぬっへっほふ●
- 血と炎の京 私本・応仁の乱
- 大地母神の贄（電子版のみ）

### アンソロジー収録短篇
- 地下のマドンナ - 『異形コレクション ラヴ・フリーク』収録（1998年1月）

### ちゃらぽこ
- 真っ暗町の妖怪長屋
- 仇討ち妖怪皿屋敷

### およもん
- かごめかごめの神隠し

## ノヴェライズ
- マウス・オブ・マッドネス

## 漫画原作
- マジカルブルー(1)(2)（作画：桜水樹）

## ノンフィクション
- 変身力をよび起こす西洋魔術の本
- 高等魔術実践マニュアル

## アンソロジー編纂
- 秘神 闇の祝祭者たち
- 秘神界 歴史編
- 秘神界 現代編
- 伝奇城（えとう乱星と共編）

## その他
- ドラえもん 小学館コロコロ文庫版 8巻（1997年） - 解説を執筆（テーマ別編集のシリーズで8巻は「恐怖編」）

## 英訳
- Lairs of the Hidden Gods series #1 Night Voices, Night Journeys, Kurodahan Press（黒田藩プレス）, 2005　『秘神界』2巻の英訳4分冊
- Lairs of the Hidden Gods series #2 Inverted Kingdom, Kurodahan Press, 2005
- Lairs of the Hidden Gods series #3 Straight to Darkness, Kurodahan Press, 2006
- Lairs of the Hidden Gods series #4 The Dreaming God, Kurodahan Press, 2006
- Queen of K’n-Yan, Kurodahan Press, 2008　『崑央の女王』の英訳
- 球面三角